# Pliometanastes
Il pliometanaste (gen. Pliometanastes) è un bradipo estinto, appartenente ai megalonichidi (Megalonychidae). Visse nel Miocene superiore (circa 8 milioni di anni fa) e i suoi resti sono stati ritrovati in Nordamerica (Florida, California e Texas).

## Significato dei fossili
Questo animale è uno dei più antichi rappresentanti dei megalonichidi, un gruppo di bradipi al quale appartiene l'attuale bradipo didattilo (gen. Choloepus). Si presume che i megalonichidi si siano originati in Sudamerica, per poi migrare in Nordamerica. I due continenti, all'epoca, erano separati; è possibile che Pliometanastes si sia spostato verso nord tramite il cosiddetto island hopping, cioè passando da un'isola all'altra tramite il nuoto. Questa forma di migrazione, ritenuta improbabile per animali come i bradipi, ha ricevuto maggiore plausibilità grazie al recente ritrovamento di bradipi evidentemente marini (Thalassocnus). Altri megalonichidi sono stati ritrovati in strati miocenici nelle Antille (Imagocnus); probabilmente migrarono nello stesso modo di Pliometanastes o dei suoi antenati immediati. Pliometanastes è noto attraverso due specie (P. protistus e P. galushai), ed è l'antenato di Megalonyx, un bradipo terricolo rinvenuto frequentemente nel Pliocene e nel Pleistocene nordamericano.